# Oitti
Oitti (Zweeds: Ois) is een stadje in en het bestuurscentrum van de gemeente Hausjärvi in het zuiden van Finland. Het had op 31 december 2005 2416 inwoners. Naast bestuurscentrum is Oitti ook het belangrijkste opleidingscentrum van de provincie. Van kleuterschool tot middelbaar onderwijs.
Oitti ligt aan de spoorlijn Riihimäki–Lahti en Finse weg 53.
Op de meeste kaarten staat het stadje alleen vermeld onder de naam Hausjärvi, hetgeen onjuist is.

## Geboren
- Elmer Niklander (1890-1942), atleet